# Hasselbach (Andlau)
Der Hasselbach (Ruisseau l'Hasselbach) ist ein knapp drei Kilometer langer rechter Zufluss der Andlau im französischen Département Bas-Rhin in der Region Grand Est.

## Verlauf
Der Hasselbach entspringt auf einer Höhe von 640 m nordöstlich vom Col de l’Ungersberg in den Mittelvogesen. Er fließt in nördlicher Richtung durch ein enges, bewaldetes Tal und mündet schließlich östlich von Eftermatten auf einer Höhe von 405 m in die Andlau.